# Privilegium
Privilegium (pochází z latinských slov lex privata) je obecně výsada nebo výhoda určité skupiny nebo jednotlivců oproti ostatním. Význam slova se může měnit v závislosti na kontextu.
Historicky v dobách středověku uděloval tzv. výsadní právo panovník. Jednalo se například o městská privilegia – určité výsady, kterých smělo město požívat, např. várečné právo (právo vařit pivo), hrdelní právo (vykonávat popravy v daném městě), právo pravidelně pořádat trhy a podobně. Případně bylo výsadní právo udělováno jednotlivcům či skupinám na zásluhy. Jako zvláštní norma, vyčleňující svého adresáta z obecných práv a povinností, mohlo být ale i nevýhodné (privilegium odiosum).
V sociologii označuje sociální privilegium určitý set výhod, který má skupina jednotlivců v rámci sociální hierarchie na základě svojí identity. Tou se rozumí rasa/etnicita, pohlaví, sexuální orientace, společenská třída, náboženské vyznání, handicap nebo třeba věk. Primárně se jedná o teoretický koncept, který je používám při zkoumání sociální nerovnosti a analýze toho, jakým způsobem mocenské struktury ve společnosti zvýhodňují určité privilegované skupiny a naopak utlačují ostatní. Příkladem toho může být „heterosexuální privilegium“ založené na existenci heteronormativity a z ní vyplývající homofobie ve společnosti.